# 파괴된 사나이
"파괴된 사나이"는 2010년에 개봉한 대한민국의 영화이다.

## 캐스팅
- 김명민 : 주영수 역
- 엄기준 : 최병철 역
- 박주미 : 박민경 역
- 김소현 : 주혜린 역
- 이병준 : 구 반장 역
- 이호재 : 노 신사 역
- 민복기 : 택배기사 역
- 에더린 : 택배기사 부인 역
- 신현종 : 오디오 가게 사장 역
- 조문의 : LP 중년남 역
- 최광일 : 의사 친구 역
- 이장원 : 뚱보사장 역
- 정병호 : 병원 원무과장 역
- 강영구 : 아멘교회 목사 역
- 홍재성 : 처남 역
- 권성민 : 이 형사 역
- 안서현 : 어린 혜린 역
- 김응수 : 김원장 역 (우정출연)
- 오광록 : GPS 판매자 역 (우정출연)